# Arquíloco
Arquíloco (em grego, Άρχίλοχος - Arkhílokhos, na transliteração) de Paros, onde seu pai Telesicles, filho de Tellis, era um cidadão proeminente. Arquíloco foi um poeta lírico e soldado grego que viveu na primeira metade do século VII a.C. (talvez entre anos de 680 a.C. e 645 a.C.). Os antigos colocavam-no em pé de igualdade com o próprio Homero. Escreveu principalmente iambos, sendo um dos primeiros e mais notáveis representantes do gênero.